# 火廟
火廟（[آتشکده] 错误：{{Lang}}：无效参数：|3=（帮助））是伊朗（波斯）古老宗教祆教信徒的禮拜場所。在祆教裡的火和水，被視為宗教儀式中純淨的代表。乾淨、白色「用於淨化儀式的灰被視為日常生活禮拜的基礎。」這「本質上是適合家庭生火的儀式，而火廟內的爐火則更加地莊嚴肅穆。」一個「手裡拿著燃料向火獻祭的人……，將獲得幸福」。
截至2021年為止，全球共有167座火廟，其中的45座位於孟買，印度其他地區則有105座，其他國家設有17座。其中只有9座火廟（伊朗1座，印度8座）是被稱為阿塔什·貝拉姆的主要火廟，剩下的是被稱為阿吉亞里斯（agiarys）的較小火廟。

## 外部連結
- Zoroastrian Places of Worship （页面存档备份，存于）
- Photos of the remains of a fire temple （页面存档备份，存于）